# Elizabeth Leveson-Gower
Elizabeth Sutherland Leveson-Gower, Duquesa de Sutherland (24 de mayo de 1765 - 29 de enero de 1839), también suo jure 19º Condesa de Sutherland, fue una noble escocesa perteneciente a la familia Leveson-Gower, muy famosa por su participación en el desplazamiento forzado de población de las Tierras Altas escocesas del siglo XVIII. También fue pintora, dibujante y grabadora.

## Biografía
Nació en Leven Logia, cerca de Edimburgo, hija de William Sutherland, 18º Conde de Sutherland y su mujer Mary (c. 1740–1766), hija y coheredera de William Maxwell. Sus padres murieron de "tifus epidémico" en Bath en 1766, pocas semanas después de cumplir un año. Como la más joven y única hija superviviente, heredó las propiedades y los títulos de su padre. Su título de Condesa de Sutherland fue impugnado por Sir Robert Gordon, Bart., descendiente del 1er Conde de Sutherland, pero fue ratificado por la Casa de los Lores en 1771.
Pasó la mayor parte de su niñez viviendo en Edimburgo y Londres, donde se educó entre 1779 y 1782. El 4 de septiembre de 1785, a la edad 20 años, se casó con George Granville Leveson-Gower, Vizconde de Trentham, conocido como Conde Gower desde 1786 hasta 1803, cuando heredó el título de su padre de Marqués de Stafford. En 1832, justo seis meses antes de morir, consiguió ser Duque de Sutherland y ella fue conocida como Duquesa-Condesa de Sutherland.
Según los términos del contrato de matrimonio, el control, pero no la propiedad, de la finca de Sutherland pasó de Elizabeth a su marido de por vida. La pareja también compró tierras adicionales en Sutherland entre 1812 y 1816, con lo que la proporción del Condado de Sutherland que les pertenecía era alrededor del 63% (medido por el valor de la renta). : xiii En el momento en que ella heredó la finca, había un gran número de wadsets (un tipo de hipoteca) en gran parte de la tierra y se sacaron más wadsets para financiar, entre otras cosas, el tiempo que el matrimonio pasó en Francia cuándo él estuvo allí como embajador.

## Expulsión de las Tierras Altas
La expulsión de las Tierras Altas fue parte de la Revolución Agrícola escocesa. Las viejas formas de cultivo en corrales fueron reemplazadas por métodos más modernos, se introdujeron nuevos cultivos y sistemas de drenaje de las tierras y, de manera controvertida, los arrendatarios de la agricultura mixta en las franjas y cañadas interiores fueron desalojados y los antiguos arrendamientos fueron utilizadas para, más comúnmente, ganadería extensiva de ovejas. Los inquilinos desalojados solían ser reasentados en comunidades de cultivo recién creadas que, en muchos casos, se encontraban en regiones costeras. Estos cambios ocurrieron virtualmente en todas las regiones, en las Tierras altas e islas, especialmente en el periodo de 1790 a 1855. Esto proporcionó mayores ingresos por el alquiler y menores gastos de mantenimiento para las fincas individuales. : 4 
La finca de Sutherland se inició lentamente en este proceso, aunque algunos desalojos se hicieron en 1772 cuando Elisabeth era todavía una niña y la finca estaba administrada por sus tutores. Se intentó desalojar a muchos de los arrendatarios de la finca en ese momento. Se produjeron emigraciones de inquilinos y se consideraron planes para que los pueblos de pescadores ofrecieran empleo a los inquilinos trasladados del interior. Sin embargo, la finca sufrió una grave escasez del capital necesario y estos grandes planes no se llevaron a cabo hasta que se dispuso de dinero.
Cuando en 1803 George Leveson-Gower heredó la gran fortuna del Duque de Bridgewater, los fondos estuvieron disponibles para mejorar la finca de Sutherland. Muchos de los arrendamientos de la finca no finalizaban hasta 1807, pero se empezó a reestructurar. A pesar de las convenciones de la época y las disposiciones de la vinculación, Leveson-Gower delegó el control global de la finca en Elisabeth Sutherland; ella se interesó activamente en su gestión. Cuando comenzaron las expulsiones de las tierras altas, la señora Sutherland y sus asesores estuvieron influidos por varias cosas. En primer lugar, estaba en camino un aumento sustancial de población. En segundo lugar, la zona era propensa a la hambruna y en estos años le tocó al dueño organizar la ayuda comprando comida en el mercado abierto e importándola a la zona. El grado de la severidad de hambruna es tema de debate entre historiadores ahora, y también dentro de la gestión de la finca Sutherland en su análisis casi contemporáneo. La tercera fuerza impulsora fue toda la gama de pensamiento sobre la mejora agrícola. Esto tomó las ideas económicas expresadas por Adam Smith así como la de muchos agricultores. Para las Tierras Altas, la idea central de estas teorías era el mayor rendimiento que se obtenía de las ovejas. Los precios de la lana habían aumentado más rápidamente que los de otros productos desde la década de 1780. Esto permitía a los ganaderos de ovejas pagar alquileres sustancialmente más altos que los actuales arrendatarios.
Cuando la financiación estuvo disponible, la primera gran granja de ovejas se alquiló en Lairg en 1807, implicando el traslado de aproximadamente 300 personas. Muchos de estos no aceptaron sus nuevos hogares y emigraron, para insatisfacción de la administración de la finca y de la Señora Sutherland. En 1809, William Young y Patrick Sellar llegaron a Sutherland y contactaron con la familia Sutherland, convirtiéndose en asesores clave de los dueños de la finca. Ofrecieron ambiciosos planes que coincidían con el deseo de obtener resultados rápidos. La señora Sutherland ya había descartado al agente de la finca David Campbell, en 1807, por falta de progresos. Su sustituto, Cosmo Falconer, encontró que su posición estaba siendo socavada por los consejos ofrecidos por Young y Sellar. En agosto de 1810 Falconer llegó a un acuerdo para abandonar, con efecto el 2 de junio de 1811, y Young y Sellar le reemplazaron.
Young tenía un historial probado de mejoras agrícolas en Moray, y Sellar era un abogado educado en la Universidad de Edimburgo; además, ambos estaban plenamente versados en las ideas modernas de Adam Smith. Así, proporcionaron un nivel extra de ambición para la propiedad. 166 nuevas industrias fueron añadidas a los planes, para emplear a la población reasentada. Una mina de carbón se preparó en Brora, y se construyeron pueblos pesqueros para explotar los bancos de arenque de la costa. (p71) Otras ideas fueron el curtido, el lino, la sal y la fabricación de ladrillos.
Las primeras autorizaciones bajo la gestión de Young y Sellar fueron en Assynt en 1812. Bajo la dirección de Sellar, se establecieron granjas de ovejas y se realojó a los inquilinos antiguos en la costa. Sellar contó con la asistencia de gestores locales en esto y el proceso se llevó a cabo sin disturbios, a pesar de la impopularidad de los acontecimientos. Sin embargo, en 1813, las autorizaciones planificadas en la Strath of Kildonan estuvieron acompañadas de disturbios: una turba furiosa expulsó a los futuros ganaderos de ovejas del valle cuando vinieron a ver la tierra, y se produjo una situación de confrontación durante más de 6 semanas, en la que Sellar no consiguió negociar con éxito con los manifestantes. Finalmente, se llamó al ejército, y la propiedad hizo concesiones como pagar precios muy favorables por el ganado de los que se iban. Esto se realizó con la ayuda de propietarios en los distritos circundantes que acogieron algunos de los desplazados y un grupo organizado que emigró a Canadá. El proceso entero fue una severa conmoción para la Señora Sutherland y sus asesores, quienes, en palabras del historiador Eric Richards, "estaban sinceramente asombrados por esta respuesta a los planes que ellos consideraban sabios y benévolos".
Se programaron más autorizaciones en Strathnaver a partir de Whitsun en 1814. Esto se complicó porque Sellar había licitado con éxito el arrendamiento de una de las granjas de ovejas en un terreno que ahora estaba bajo su responsabilidad, como gestor, y debía expulsar a familias (en general, esta autorización formaba parte del traslado de 430 familias de Strathnaver y Brora en 1814, que se estimaron en unas 2000 personas). Sellar tuvo también un enemigo en el agente de la ley local Robert Mackid, por atraparle cazando de forma furtiva en la tierra de Sutherland. Hubo cierta confusión entre los inquilinos ya que Sellar hizo concesiones a algunos de ellos, permitiéndoles permanecer en sus propiedades un poco más de tiempo. Algunos inquilinos adelantaron la fecha en su aviso de desahucio - otros permanecieron hasta que llegó el desahucio. Como era práctica normal, la madera de los tejados de las casas abandonadas eran destruidas para impedir la reocupación después de la ejecución del desahucio. El 13 de junio de 1814 esto se hizo, en el caso de Badinloskin, quemando la casa ocupada por William Chisholm. Los relatos varían, pero es posible que su anciana y postrada suegra estuviera todavía en la casa cuando fue incendiada. Según James Hunter, Sellar ordenó que se llevara a cabo de inmediato tan pronto como se diera cuenta de lo que estaba pasando. La vieja señora murió 6 días más tarde. : 197 Eric Richards sugiere que la mujer fue llevada a un edificio anexo antes de que la casa fuera destruida. Independientemente de los hechos, Sellar fue acusado de homicidio e incendio provocado, con respecto a este incidente y otros durante esta liquidación. Los cargos fueron presentados por Robert Mackid, impulsado por la enemistad que tenía con Sellar por atraparlo cazando furtivamente. Al acercarse el juicio, la finca Sutherland se mostró reacia a ayudar a Sellar en su defensa, distanciándose de su empleado. Sellar fue absuelto de todos los cargos en el juicio de 1816. La propiedad se sintió aliviada, tomando esto como una justificación de su actividad de expulsión. Por su parte, Robert Mackid acabó arruinado y tuvo que dejar el condado, proveyendo a Sellar con una carta de disculpas y confesión.
A pesar de la absolución, este acontecimiento, y el papel de Sellar en él, se fijó en la opinión popular de las expulsiones de Sutherland. James Loch, el comisario de bienes de Stafford, se interesaba ahora más por la parte norte de las propiedades de su empleador; pensaba que la gestión financiera de Young era incompetente, y que las acciones de Sellar ante el pueblo eran profundamente preocupantes. Ambos Sellar y William Young pronto dejaron sus puestos de dirección en la finca Sutherland (aunque Sellar permaneció como inquilino principal). Loch, no obstante, también suscribió a la teoría de que las expulsiones fueron beneficiosas para los inquilinos tanto como para la propiedad.
Al desagrado de la Señora Sutherland con los acontecimientos se añadieron los informes críticos en un diario de Londres, el Military Record, en abril de 1815. Estos informes pronto aparecieron también en diarios de más alcance. Se originaron en Alexander Sutherland, quién, con su hermano John Sutherland de Sciberscross, se opusieron a la expulsión. Alexander, después de servir como capitán en el ejército, se vio frustrado en sus esperanzas de tomar  arrendamientos en la finca Sutherland y ahora trabajaba como periodista en Londres. Estaba por tanto bien situado para causar problemas a la propiedad.
El despido efectivo de Sellar lo puso en papel de chivo expiatorio, impidiendo un análisis crítico apropiado de las políticas de la finca. : 388 Las expulsiones continuaron bajo el mandato de Frances Suther y el control global de James Loch. Durante 1816 y 1817, las condiciones de hambruna afectaron la mayoría de las áreas interiores y la finca tuvo que proporcionar ayuda a los indigentes. Esto alteró la política de emigración: si los inquilinos querían emigrar, la finca no se oponía, pero no había ningún estímulo activo.
En 1818 se puso en marcha el programa de expulsiones, que duró hasta 1820. Loch dio instrucciones enfáticas con el fin de evitar otro desastre de relaciones públicas: los atrasos en el alquiler podrían ser disculpados para quienes cooperaran, se tomaría el tiempo necesario y los alquileres para los nuevos cultivos se establecerían tan bajos como fuera posible.
El proceso no empezó bien. El Reverendo David Mackenzie de Kildonan escribió a Loch en nombre de las 220 familias que serían expulsadas de su parroquia. Rotundamente desafió la premisa básica de la expulsión: que la gente de una región interior podría ganarse la vida con sus nuevos cultivos costeros. Loch se mantuvo firme en que los traslados seguirían adelante a pesar de las objeciones. Además, y al mismo tiempo, Suther y el agente de tierra local de la propiedad señalaban a Loch que pocos de los nuevos cultivos eran de calidad aceptable. Algunos inquilinos consideraban mudarse a Caithness o emigrar a América o al Cabo de Buena Esperanza, lo que Suther alentó al cancelar los alquileres atrasados. Más positivamente para aquellos con avisos de desahucio, los precios del ganado eran altos en 1818. Finalmente, las expulsiones de aquel año pasaron sin protestas serias.
Durante los siguientes 2 años la escala de expulsiones se incrementó: 425 familias (aproximadamente 2,000 personas) en 1819 y 522 familias en 1820. Loch estaba ansioso por mudarlas rápidamente, mientras los precios del ganado estaban altos y había una demanda buena para arrendamientos de granjas de ovejas. No hubo resistencia violenta en 1819, pero Suther, a pesar de instrucciones precisas en el sentido contrario, usó fuego para destruir casas vacías. Esto vino después de un período de tiempo seco, en el que el césped y las paredes de piedra de las casas se habían secado, de modo que incluso el césped de las paredes se encendió, añadiendo al fuego de la paja y las maderas del techo. Multiplicado por el gran número de propiedades que fueron vaciadas, esto causó una impresión horrorosa en aquellos que lo observaron. El desastre de relaciones públicas que Loch quería evitar ahora continuaba, con un titular en el diario Observer que decía: "La devastación de Sutherland". 1819 se conoció como "el año de las quemas" (bliadhna na losgaidh).
En el otoño de 1819, la administración de la finca Sutherland recibió informes del aumento de la hostilidad a más expulsiones. La familia Sutherland envió entonces cartas amenazantes anónimas a su casa en Londres. La Sociedad de Emigración Transatlántica proporcionó un foco de resistencia a las expulsiones planeadas en 1820, manteniendo reuniones y correspondencia extensa con diarios sobre la situación de los inquilinos de Sutherland. Esta publicidad causó gran preocupación a Loch, y el comentario en la prensa aumentó al aumentar Whitsun en 1820. Señora Sutherland sentía que su familia era foco de críticas por las expulsiones, así que pidió a Loch que descubriera lo que las fincas vecinas habían hecho. La respuesta era que el Señor Moray, en el condado de Ross, en ocasiones, compraba el ganado de los inquilinos desalojados, pero por lo demás no había hecho ninguna provisión para ellos: sencillamente habían sido desalojados sin que se les ofreciera ninguna compensación o tenencias alternativas. Los inquilinos de Munro de Novar fueron también sencillamente desalojados, y muchos de ellos emigraron. Al acercarse las autorizaciones de Sutherland de 1820, hubo notables disturbios en Culrain en la finca Munro de Novar, protestando por sus planes de autorización. Loch se preocupó de que esto se extendiera a los inquilinos de Sutherland, pero no hubo resistencia física violenta, y los desalojados demostraron (en palabras de Eric Richards) "una aquiescencia hosca". En junio había resistencia seria al desalojo en otra propiedad cercana, en Gruids. Richards atribuye la falta de violencia en la finca Sutherland a los acuerdos de reasentamiento que hubo, afirmando: "En este sentido, la finca Sutherland estaba, a pesar de su reputación, en fuerte y positivo contraste con la mayoría de los otros propietarios de la zona."
1819 y 1820 presentó la principal actividad de expulsiones en la finca Sutherland. Hubo menos expulsiones en la primavera de 1821 en Achness y Ascoilmore por las obstrucciones de los habitantes y el ejército fue llamado para llevar a cabo los desahucios a la fuerza. Quejas fueron dirigidas contra la crueldad y negligencia de la propiedad, pero una investigación interna absolvió al gestor de cualquier maldad. Sin embargo, es muy probable que esta conclusión haya pasado por alto el sufrimiento experimentado por los desalojados.
Las cifras proporcionadas por la propiedad dan alguna información sobre adónde fueron los inquilinos, sub-inquilinos y ocupantes ilegales después de los desalojos de 1819. En cuanto a los inquilinos, 68% se convirtieron en inquilinos en otro lugar de la finca, 7% fueron a fincas vecinas, 21% a condados contiguos y el 2% emigró. El restante 2% no se contabilizó. Los sub-inquilinos y ocupantes ilegales fueron divididos entre un 73% realojados en la costa, 7% en propiedades vecinas, 13% en condados cercanos y 5% emigró; con un 2% también sin contabilizar. Esta encuesta no toma información de quienes posteriormente viajaron a otro lugar.
Loch dio instrucciones a Suther a finales de 1821 para poner fin a la mayor actividad de expulsiones de la finca. Algunas actividades de expulsiones en pequeña escala continuaron durante los siguientes 20 años más o menos, pero esto no formaba parte del plan general de reasentar a la población en asentamientos costeros y hacerlos participar en industrias alternativas.

## Otros intereses
La señora Sutherland levantó en dos ocasiones un regimiento de voluntarios, los "Sutherlandshire Fencibles", en 1779 y 1793, el cual luego fue desplegado para suprimir la rebelión irlandesa de 1798.
En 1790 su marido fue nombrado Embajador en Francia y ella le acompañó a París. Fue testigo de los acontecimientos revolucionarios y escribió descripciones sobre la agitación política en la Francia de aquel momento. La señora Sutherland y su marido tuvieron dificultades para obtener el permiso para salir de París y no viajaron finalmente a Londres hasta 1792.
Durante la década de 1790, la Señora Sutherland se convirtió en una figura destacada de la escena social en Londres. A sus fiestas para cenar acudían personas de la realeza, nobleza y políticos de renombre, tanto extranjeros como locales. Ella y su marido fueron amigos cercanos de George Canning, quien destacó su belleza, inteligencia, y encanto - un punto de vista no compartido por miembros de su propia clase y sexo, que la consideraban autoritaria.
Cuando no tenía actividades públicas, los intereses de la Señora Sutherland incluían la correspondencia con Sir Walter Scott y, como era una artista dotada, pintaba paisajes de acuarela de la costa de Sutherland y del Castillo de Dunrobin, entre otros temas. También fue una pintora de óleos. Dibujó y grabó una serie de vistas de las Orcadas y de la costa nordeste de Escocia, que fueron publicadas entre 1805 y 1807.
La Señora Sutherland pasó mucho tiempo educando a sus cuatro hijos. Puso especial énfasis en maximizar la riqueza de sus hijos y (como era común en ese momento) obtener los mejores matrimonios posibles para sus hijas. Eric Richards observa que ella "dominaba a sus hijos y probablemente a su marido también".
Poco antes de su muerte en julio de 1833, su marido consiguió el título de Duque de Sutherland y la Señora Sutherland se convirtió así en la Duquesa de Sutherland. Después de la muerte de su marido, sus propiedades escocesas estuvieron dirigidas por ella en su nombre. Murió a la edad de setenta y tres años, el 29 de enero de 1839, en Hamilton Place, Hyde Park, Londres. Fue enterrada el 20 de febrero de ese año, con gran pompa, en la Catedral de Dornoch, en Sutherland. Su título comital pasó a su hijo mayor, George.

## Familia
El 4 de septiembre de 1785, Elizabeth Sutherland se casó con George Leveson-Gower. El matrimonio tuvo dos hijos y dos hijas:
- George Granville Leveson-Gower, más tarde Sutherland Leveson-Gower, Conde Gower, Marqués de Stafford, y 2º Duque de Sutherland (1786–1861).
- Charlotte Sophia Leveson-Gower (c. 1788–1870), casada con Henry Fitzalan-Howard, 13º Duque de Norfolk.
- Elizabeth Mary Leveson-Gower (1797–1891), casada con Richard Grosvenor, 2º Marqués de Westminster.
- Francis Leveson-Gower, más tarde Egerton, 1º Conde de Ellesmere (1800–1857).